# 東京あんみつ娘
東京あんみつ娘（とうきょうあんみつとりお）は、女性3人組ボーイズグループ。

## 概要・芸風
東宝芸能学校の同級生だった2人の片野えくぼと毬本にきびが初代柳ほくろを誘って1960年6月にトリオ結成。初代柳ほくろは6代目春風亭柳橋門下で春風亭笑橋を名乗る落語家であった、のちに柳亭小痴楽（のちの春風亭梅橋）と結婚し家庭に入った。二代目柳ほくろは中学卒業したのちに船橋ヘルスセンター少女音楽隊で音楽を学ぶ。また近所にシャンバローの柳四郎が住んでいた関係で弟子入りし三味線、長唄を稽古を受けた。1961年5月に二代目柳ほくろが加入し再結成された。

## メンバー
- 片野えくぼ（かたの えくぼ、1940年 - 、本名：城坂加代子）
- 毬本にきび（まりもと にきび、1940年 - 、本名：志賀静子）
- 初代柳ほくろ
- 二代目柳ほくろ（やなぎ ほくろ、1943年 - 、本名：浅見とし子）